# Métro léger de San Francisco
Le Muni Metro (Municipal Railway) de San Francisco est un système de métro léger (pré-métro) avec 33 stations dont neuf souterraines composé de sept lignes dont une qui ne fonctionne qu'aux heures de pointe et les jours de match. Il est entièrement situé au nord de la péninsule de San Francisco.
L'épine dorsale du système est formée de deux tunnels interconnectés : le tunnel Twin Peaks (3,5 km) et métro Market Street. Les tunnels de 8,9 km de longueur totale commencent à la station West Portal dans la partie sud-ouest de la ville et se termine à la station Embarcadero, au cœur du Financial District. Les tunnels interconnectés contiennent neuf stations de métro dont une (West Portal) débouche en surface.
Le long de Market Street, le tunnel est partagé par le Muni (niveau supérieur) et le  Bay Area Rapid Transit (BART) (niveau inférieur). Quatre stations, le Civic Center, Powell, Montgomery et Embarcadero, sont correspondance avec le BART.
L’exploitation du Muni Metro est assurée par le San Francisco Municipal Railway créé le 28 décembre 1912, une division de la San Francisco Municipal Transportation Agency (SFMTA).

## Historique

### Tout d'abord un réseau de tramway en partie conservé
La première ligne de tramway, la A Geary, fut ouverte du croisement de Kearny et de Market Street dans le quartier financier de Fulton vers la 10e rue dans le quartier de Richmond. L’origine du système actuel se développe avec l'ouverture du tunnel de Twin Peaks en 1917 (3 500 mètres accompagné de deux stations: Forest Hill et Eureka) et le Sunset Tunnel en 1928 (1 290 mètres entre Duboce Avenue et Carle & Cole) qui permettent aux tramways de la ligne N (Judah) de desservir les quartiers sud-ouest de la ville.
Dans les années 1950, comme dans de nombreuses villes d'Amérique du Nord, les transports publics de San Francisco, ont été regroupées sous l'égide d'une seule société, qui progressivement démantela le système en place en faveur d’autobus considérés comme plus souples face aux possibilités des nouvelles voies en construction et surtout moins onéreux. Cependant cinq lignes de tramway très fréquentées, principalement en tunnels, furent conservées. Le réseau perdurera ainsi jusqu’au début des années 1980.

### Une histoire de tunnels reconvertis
L'origine des plans de BART, établi dans les années 1950, envisage la construction d’un tunnel à double étage sous Market Street (projet Market Street Métro) en centre-ville, l'étage inférieur serait consacré à des trains express (BART). L'étage supérieur, laissé libre par l’abandon du projet de ligne vers Marin County, serait quant à lui desservi par un métro léger dont les routes se propageraient  au sud et à l'ouest de la ville.
Après que  la construction du tunnel fut commencé, les plans furent modifiés en 1961 et il fut décidé que le tunnel supérieur serait utilisé par les lignes de tramway existantes du réseau du Muni et que le tunnel serait prolongé et connecté au tunnel de Twin Peaks.
La station Eureka sera fermée en 1972, alors que le chantier vient de débuter. Elle est remplacée aujourd'hui par la station Castro qui se situe 350 mètres plus loin mais pas sur le même axe. Les stigmates de la station Eureka existent toujours en surface sous la forme d'un pertuis fermé avec une porte de garage. Les voies dans le tunnel et dans la station sont utilisées comme voies de stockage du matériel roulant.
Le tunnel supérieur du Market Street métro fut terminé en 1978 mais les stations existantes dans le Twin Peaks Tunnel n’étant pas conformes, les plateformes de ce tunnel durent être reconstruites également.

### Une ouverture en 1980
Les anciennes rames PCC circulant sur le réseau n’étant plus adaptées au nouveau système, la livraison tardive de nouvelles rames Boeing-Vertol permet d'ouvrir le Muni métro le 18 février 1980, avec cinq stations souterraines, de Van Ness à Embarcadero, (ligne N). En juin 1980, c'est la section Van Ness - West Portal (quatre stations souterraines) qui est mise en service. Le réseau fut interconnecté par phases avec le tramway et il fallut attendre la restructuration de novembre 1982 pour que le réseau soit exploité sept jours sur sept avec les cinq lignes (N, M, L, J, K). 

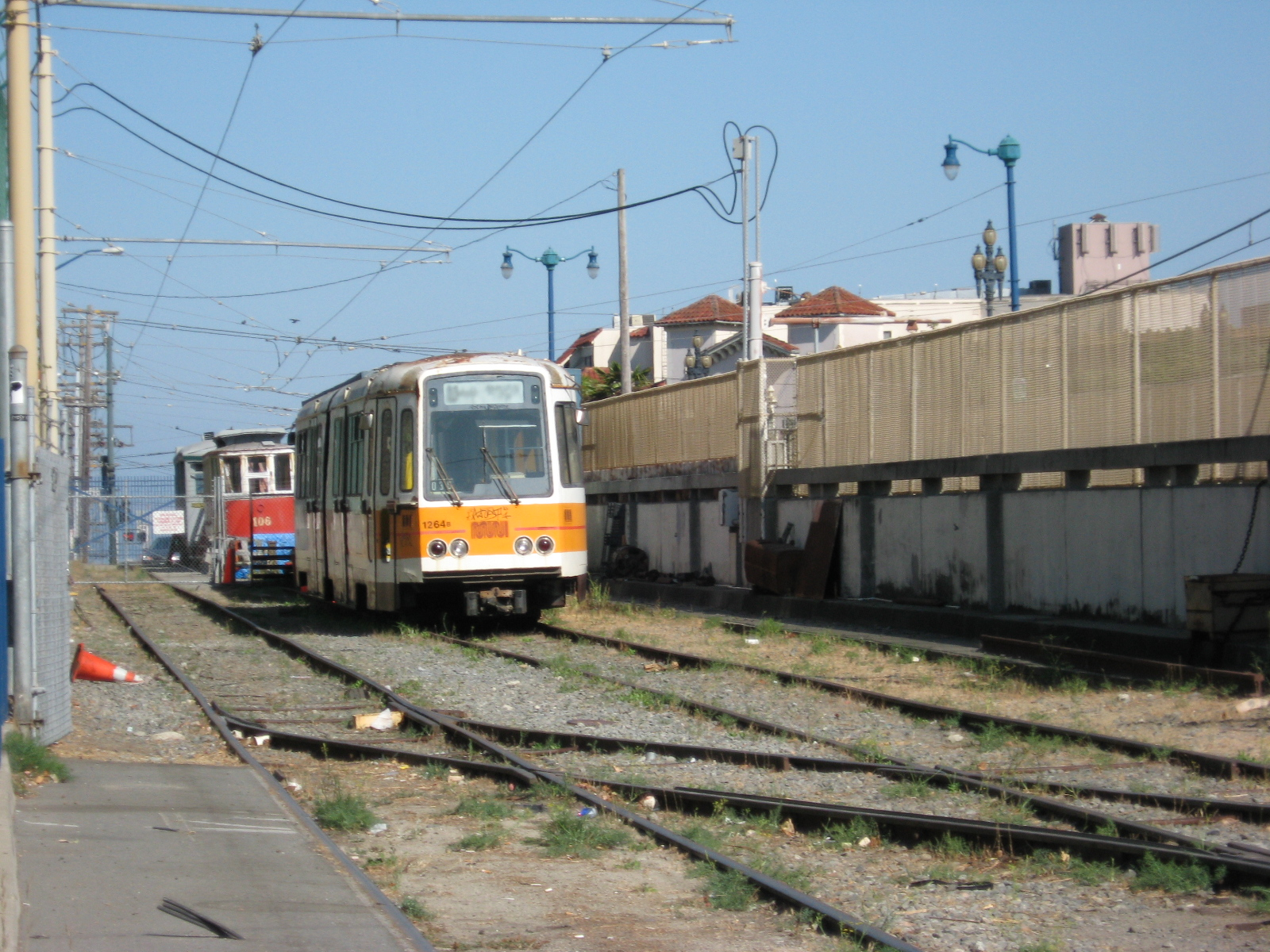
Ancienne rame Boeing-Vertol

Au milieu des années 1990, le réseau de la ville de San Francisco, devenue plus florissante, n’est plus adapté à la demande à cause d'une augmentation démographique : les rames Boeing-Vertol ne peuvent plus suivre l’augmentation du nombre de passagers.
La restructuration  de réseau et la ramification centrale des lignes sous Market Street cause bon nombre de retards ainsi que le manque de fiabilité des rames impliquèrent l’achat de nouvelles rames à la société Breda. Les véhicules Breda sont plus longs et plus larges que les voitures Boeing-Vertol, ce qui nécessite la modification des stations et des chantiers d'entretien des voies.
En 1998 le Muni métro est prolongé de quatre stations en surface jusqu'à la gare de Caltrain où arrive le train en provenance de San José. Ce prolongement de la ligne N permet également la construction d'un nouveau dépôt pour le Muni. Cette ligne dessert également le site de l'AT&T Park terminé en 2001 et qui abrite les Giants de San Francisco.
En 2002, Le Muni décide de créer un service de navette sous le tunnel Market Street Tunnel, la ligne S (shuttle) entièrement souterraine, afin d'assurer la cadence sur cet axe particulièrement fréquenté. Les jours de match de baseball, la ligne S est prolongée jusqu'à l'AT&T Park.

### Une ligne moderne, la Third Street Line
En avril 2007 est mise en service une nouvelle ligne, la T, sur la Third Street, qui dessert la cote est de la baie avant d'entrer dans le tunnel sous Market Street via Embarcadero.
Tous les arrêts du Muni métro sur les deux dernières lignes sont surélevés afin d'assurer l'accessibilité aux personnes à mobilité réduite.

## Le réseau actuel
Le métro Muni est un réseau de type tramway qui fonctionne en tunnel dans le centre-ville.  La section ouest du tunnel entre un point à l'ouest de la gare de Castro et West Portal, le soi-disant tunnel Twin Peaks (3,5 km), a été ouverte le 3 février 1918 avec une station de métro à Forest Hill.
Le tunnel central est utilisé par toutes les lignes de métro Muni (les lignes K et T sont exploitées conjointement), les lignes J et N partant par un portail à l'ouest de la station Van Ness. À l'extrémité est, les lignes J, M et L s'inversent dans les voies d'évitement souterraines au-delà de la station Embarcadero, tandis que les lignes N et T font surface avant d'atteindre l'arrêt Folsom.
Trois lignes, la K Ingleside, la L Taraval  et la M Ocean View entrent dans le tunnel à l'ouest du portail, tandis que les deux autres lignes, la J Church et la N Judah, entrent dans le tunnel à l’angle de Church et de Duboce Avenue. Deux lignes, la N Judah et la T Third Street, entrent et sortent du tunnel à Embarcadero.
Un autre tunnel, le Sunset tunnel est situé à proximité du portail Duboce et est utilisé par la N Judah.

La ligne J est une ligne de tramway classique dont les terminus sont en correspondance avec le BART (Balboa Park) et trois lignes du Muni Metro (Duboce & Church). 

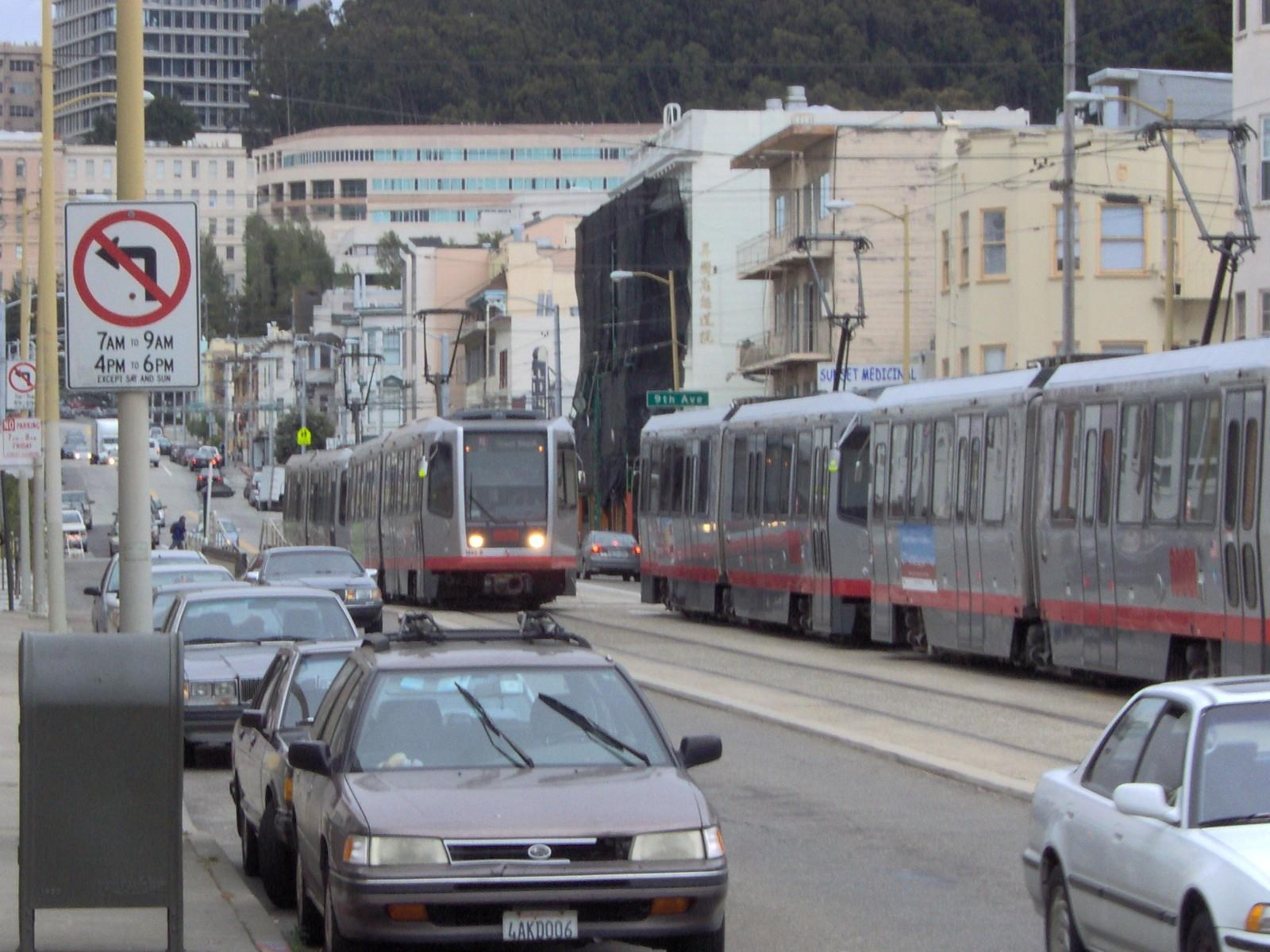
La ligne N vers Ocan beach en site propre
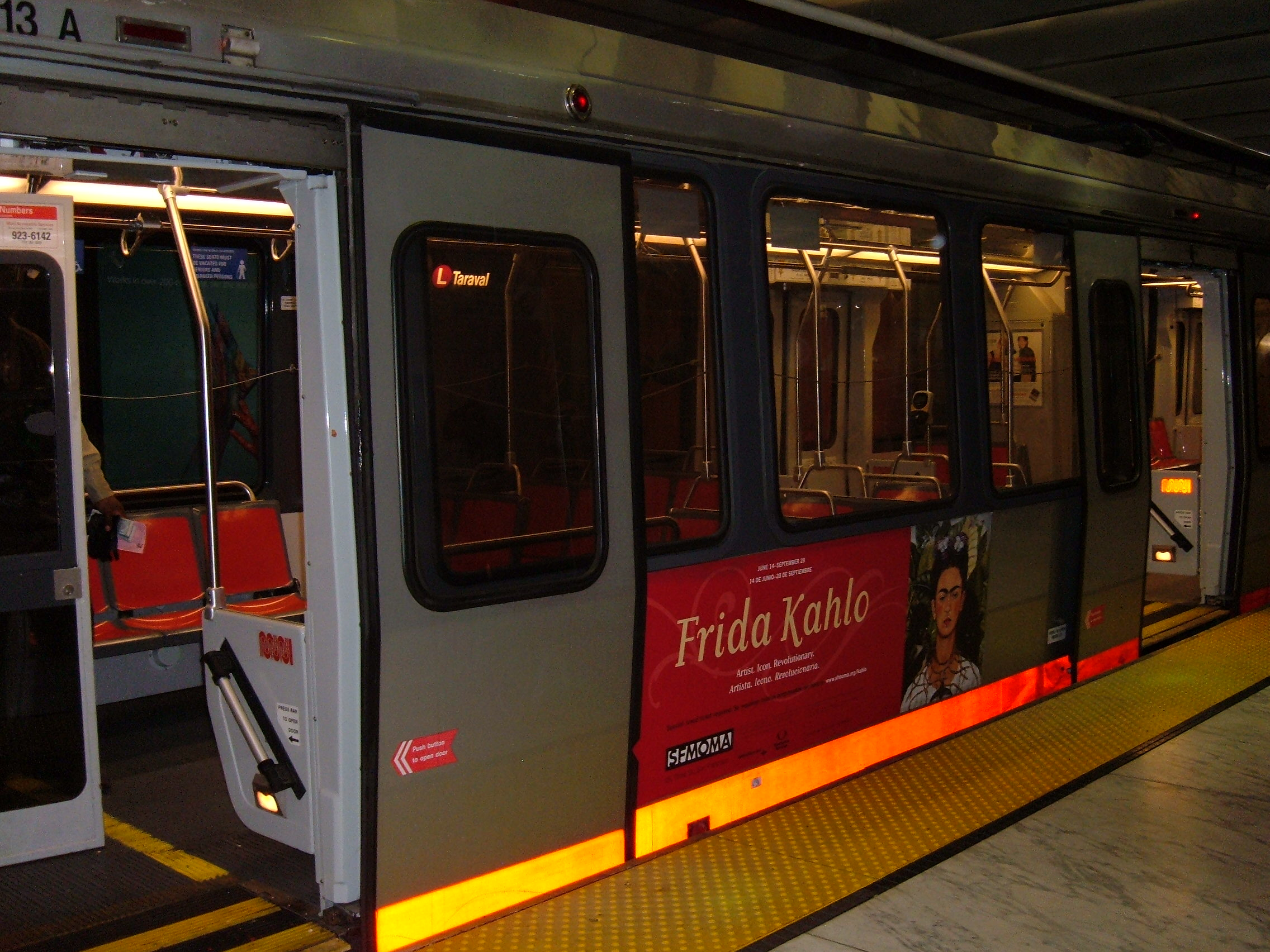
Le Muni métro en attente la station Embarcadero
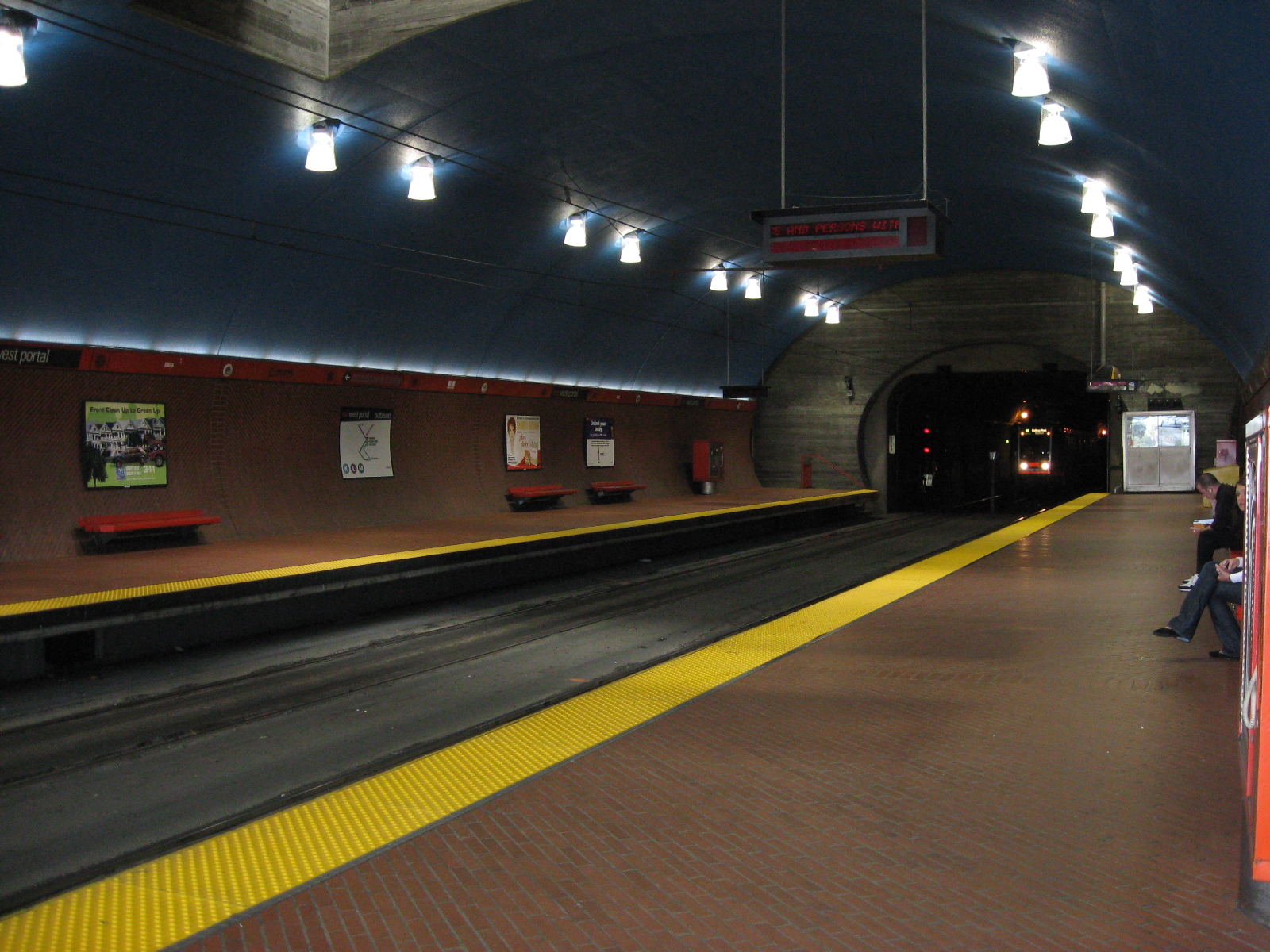
Station West Portal
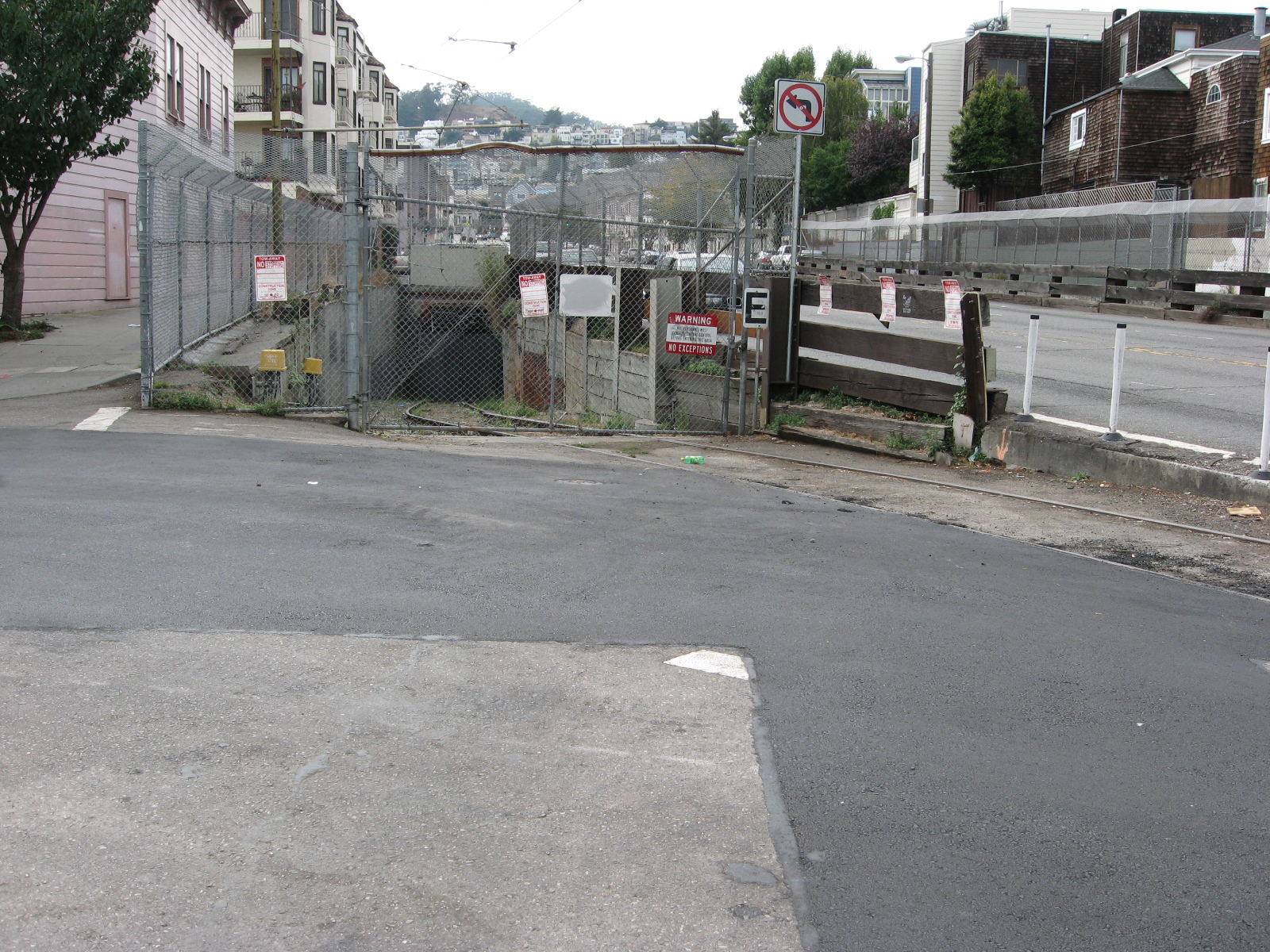
L'entrée abandonnée de la station Eureka
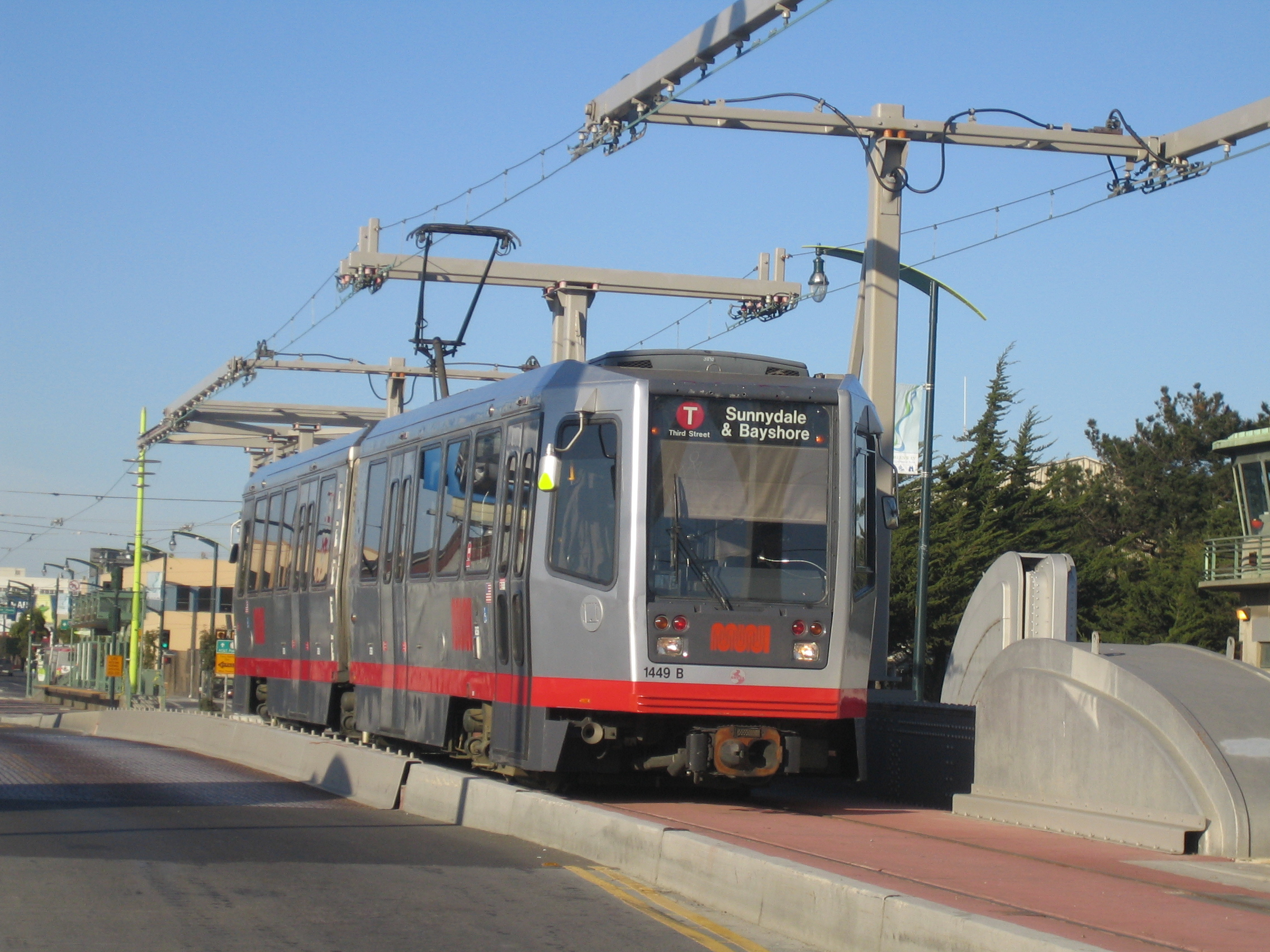
La dernière ligne ouverte, la T
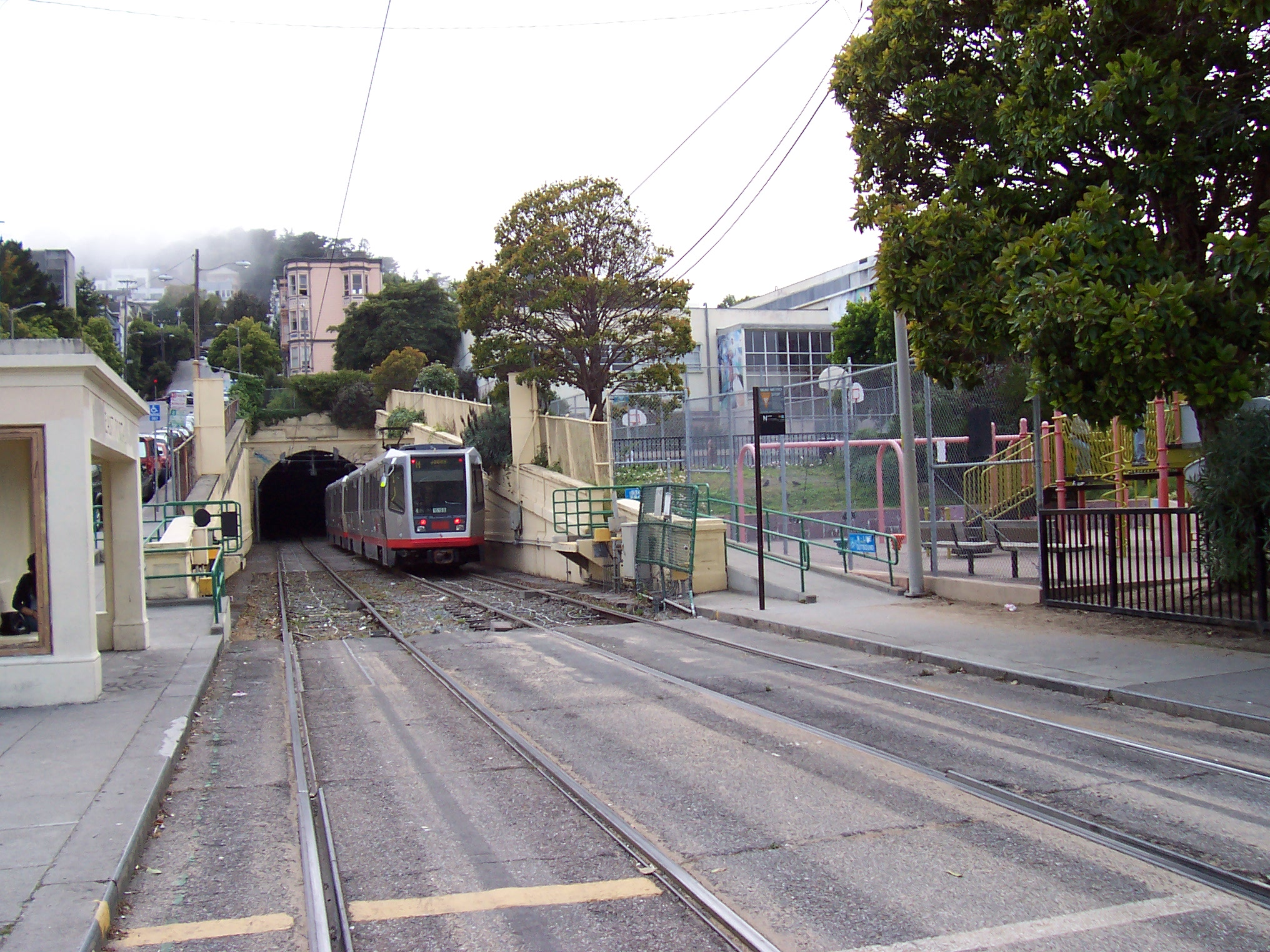
Une rame N vers le Sunset Tunnel
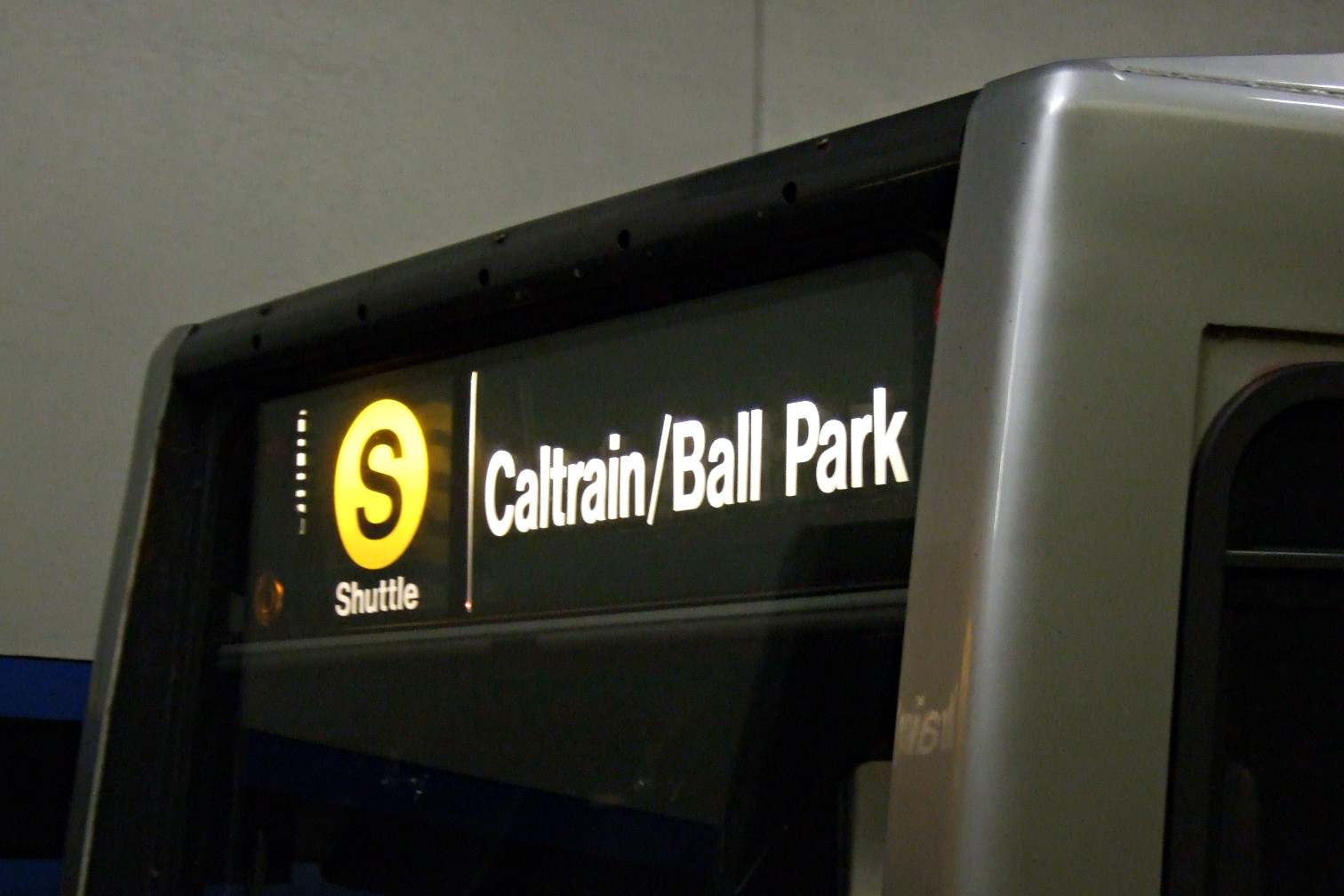
Une rame S un jour de match au Ball Park

### Aperçu général
|                          | Ligne          | Année d'ouverture | Terminus                                  | Terminus              | Tracé |
| ------------------------ | -------------- | ----------------- | ----------------------------------------- | --------------------- | ----- |
| Ligne J (Church)         | Church         | 1917              | Duboce & Church                           | Balboa Park           |       |
| Ligne K (Ingleside)      | Ingleside      | 1918              | Embarcadero                               | Balboa Park           |       |
| Ligne L (Taraval)        | Taraval        | 1919              | Embarcadero                               | San Francisco Zoo     |       |
| Ligne M (Ocean View)     | Ocean View     | 1925              | Embarcadero                               | Balboa Park           |       |
| Ligne N (Judah)          | Judah          | 1928              | Caltrain Depot                            | Ocean Beach           |       |
| Ligne S (Castro Shuttle) | Castro Shuttle | 2002              | Embarcadero (prolongé les jours de match) | Castro Street Station |       |
| Ligne T (Third Street)   | Third Street   | 2007              | West Portal                               | Sunnydale             |       |

### Les stations
Deux stations souterraines, West Portal et Forest Hill, ont été ouverts le 3 février 1918 avec le tunnel Twin Peaks, tandis que les sept autres, Castro Street, Church Street, Van Ness, Civic Center, Powell, Montgomery et Embarcadero ont été ouverts en 1980 avec le métro Market Street.
Le réseau de métro léger comprend également vingt-quatre stations en surface. Deux stations avec des plateformes complètes de haut niveau, Stonestown et San Francisco State University, sont situées dans la partie sud-ouest de la ville, quatre stations dans la partie orientale, de Embarcadero  à Caltrain. Les autres arrêts de surface sont de simples arrêts de tramway classique, sur un ilot surélevé de 30 centimètres, identifiés par un poteau avec le logo du Muni Metro et les numéros des lignes qui s’y arrêtent. En avril 2007, l'ouverture de la ligne Third Street dans la partie orientale de la ville, qui fonctionne sur sa propre emprise, apporta 18 stations nouvelles de métro léger dotées de plates-formes spécifiques.
Toutes les stations de métro et de surface sont accessibles aux handicapés. En outre, plusieurs arrêts de surface le sont également via d'une rampe menant à une petite plate-forme pour l'embarquement.

## Les équipements de la ligne

### Les dépôts
Le Muni Metro possède deux entrepôts pour le stockage et l'entretien du matériel. Un à proximité de la station Balboa Park qui sert de terminus pour les lignes J Church, K Ingleside, et M Ocean View. Le deuxième dépôt se trouve au croisement de la 25e rue et de Illinois avenue dans le quartier de Potrero Hill sur la Ligne T Third Street.

### Le matériel roulant
À l'origine le réseau était exploité avec des véhicules de la société Boeing-Vertol. En 2020, Muni Metro exploite une flotte de 151 véhicules tramway Breda, qui sont en train d'être complétés et remplacés par des Siemens S200 SF.

#### Les véhicules Breda

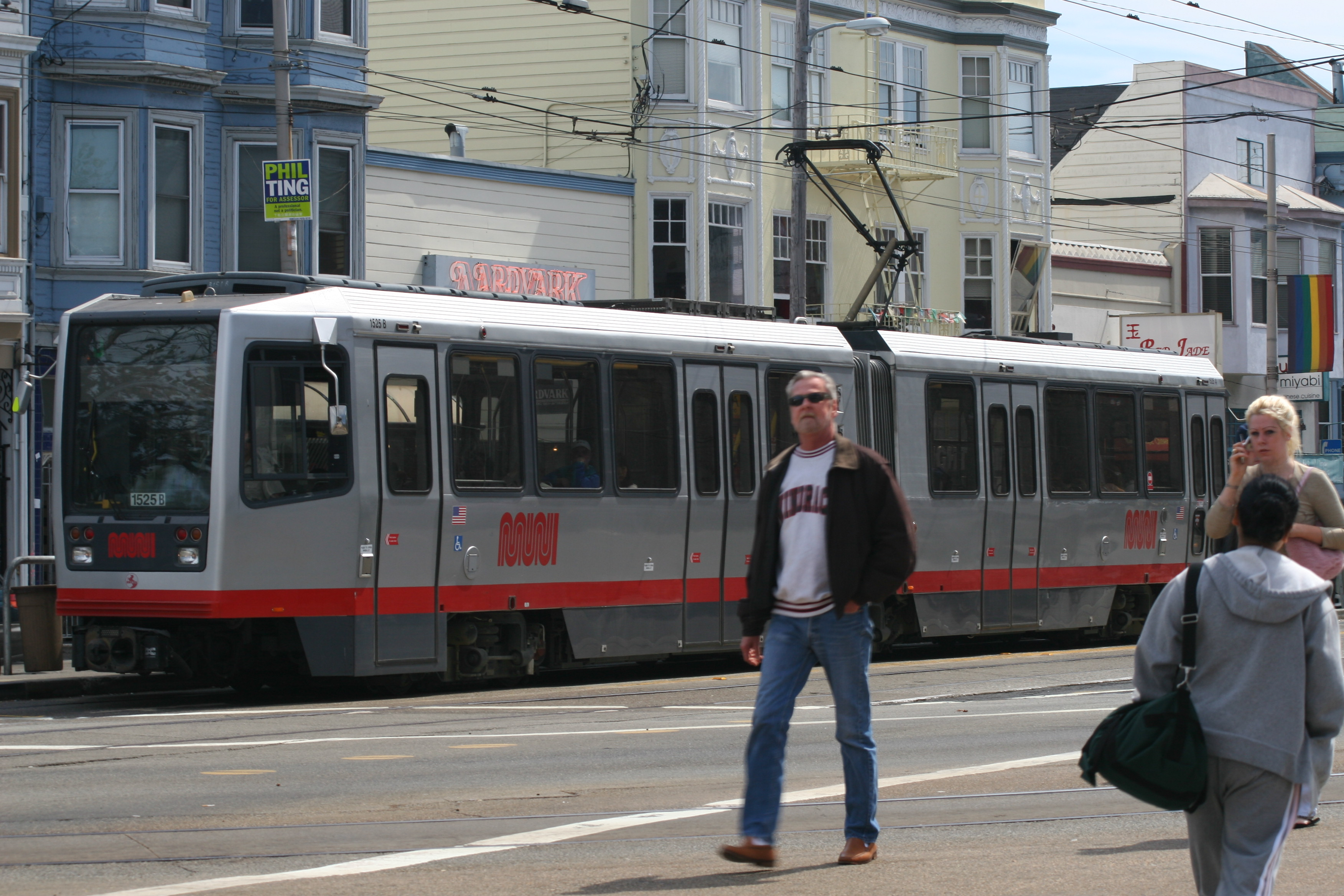
Rame Breda à Church Market

Le premier des quatre prototypes Breda a été livré en janvier 1995. Après la livraison de véhicules supplémentaires et la formation des opérateurs, les véhicules ont commencé à entrer en service en décembre 1996. chacun. Après avoir subi des pannes initiales et malgré des plaintes de bruit et de vibrations, les véhicules Breda ont progressivement remplacé les Boeing, la dernière voiture Boeing étant retirée en 2002.
Les résidents le long des lignes de tramway se sont plaints que les voitures Breda hurlaient pendant l'accélération et la décélération et que leur poids (36 000 kg), posait des problèmes de vibration. À un moment donné en 1998, 12 voitures Breda n'étaient pas disponibles pour le service en raison de problèmes de porte. Leurs attelages défectueux ont été blâmés pour la capacité réduite des trains, car plusieurs wagons ne peuvent pas être attelés ensemble comme prévu.
Muni Metro a initialement commandé 35 voitures à Breda en 1991 et a exercé des options pour ajouter 116 autres voitures tout au long des années 1990, y compris une option pour 15 voitures en 1999. La flotte comptait 151 véhicules légers en 2014. Les voitures Breda comportent quatre portes par voiture contre trois pour les Boeing. Le lot initial de 136 voitures Breda a été commandé pour des contrats dépassant 320 millions US$, soit un coût moyen initial par voiture de 2,35 millions US$ (équivalent à 3,6 millions US$ 2019) ; l'option de 15 voitures supplémentaires a été exercée sur un contrat d'une valeur de 42,3 millions US$, soit 2,6 millions US$ pour chaque voiture (équivalent à 4 millions US$ 2019).

#### Les véhicules Siemens
Les voitures de Breda devenant de moins en moins fiables et le système se développant avec la construction du métro central, Muni a demandé des offres pour une nouvelle génération de véhicules légers sur rail. Muni a présélectionné CAF, Kawasaki et Siemens, tandis que Breda a été disqualifiée. Le contrat a été attribué à Siemens pour l'achat d'un maximum de 260 voitures, à livrer en trois phases: la commande ferme initiale de 24 voitures pour l'extension Métro central, la prochaine commande ferme de 151 voitures remplacerait tous les véhicules Breda. et une option d'achat jusqu'à 85 voitures supplémentaires, si le financement le permet, pour s'adapter à la croissance prévue de l'achalandage jusqu'en 2040.
Muni Metro a acheté 219 véhicules: les 175 voitures des deux premières phases et 44 voitures supplémentaires. Le contrat de 648 millions US$ (soit 699,8 millions US$ 2019) pour 175 voitures (a été signé par le maire Ed Lee en septembre 2014, ce qui porte le coût de chaque voiture à environ 3;7 millions US$ (équivalent à 4 millions US$ 2019). Une subvention de 41 millions de dollars de la California Transportation Agency accordée le 2 juillet 2015 pour permettre à Muni Metro d'acheter les véhicules supplémentaires. Avec toutes les options le contrat pourrait atteindre 260 véhicules.
| Fabriquant       | Boeing Vertol                                | Breda                                        | Siemens Mobility                             |
| Modèle           | US SLRV                                      | San Francisco LRV                            | S200 SF                                      |
| Muni designation | LRV1                                         | LRV2/3                                       | LRV4                                         |
| ---------------- | -------------------------------------------- | -------------------------------------------- | -------------------------------------------- |
| Image            |                                              |                                              |                                              |
| Dates de Service | 1979–2002                                    | 1996–2027 (prévision)                        | 2017–2025                                    |
| Quantité         | 131                                          | 151                                          | 219 (260)                                    |
| Trucks/Axles     | 3 véhicules (2 motorisés), 6 essieux (total) | 3 véhicules (2 motorisés), 6 essieux (total) | 3 véhicules (2 motorisés), 6 essieux (total) |
| Length           | 22 mètres                                    | 23 mètres                                    | 23 mètres                                    |
| Largeur          | 2,69 mètres                                  | 2,7 mètres                                   | 2,65 mètres                                  |
| Hauteur          | 3,51 mètres                                  | 3,51 mètres                                  | 3,51 mètres                                  |
| Poids à vide     | 30 tonnes                                    | 36,1 tonnes                                  | 35,7 tonnes                                  |
| Puissance        | 160 kW CC                                    | 97 kW AC                                     | 130 kW                                       |
| Capacité         | 68 places assises 219 max                    | 60 places assises 218 max                    | 60 places assises 203 max                    |

### L'automatisation des tramways en tunnel
Le long du tronçon du tunnel, les véhicules du Muni Metro fonctionnent en mode automatique. La régularisation d'un trafic important de plusieurs lignes de tramway dans les tunnels, environ 20 trains par heure, s'imposa à l'exploitant qui choisit d'automatiser les tunnels et les véhicules pour résoudre le problème. C'est le choix de la technologie qui retarda la solution, puis une contestation de l'attribution du contrat à la suite d'un premier appel d'offres en 1990. En définitive Muni Metro opta pour la technologie alors nouvelle du canton mobile (ATCS) plutôt que celle éprouvée du canton fixe. Un contrat de 52,7 millions US$ fut passé avec la société Alcatel Canada en août 1992. L'objectif majeur du contrat était de permettre la circulation de 40 rames de tramway à l'heure dans les tunnels.
La réalisation du projet se révéla bien plus difficile que prévu,. Le système est mis en place à partir de 1998. En avril 2001 Alcatel parvient à démontrer que le système Seltrac CBTC permet aux rames de passer dans les tunnels au rythme de 48 trains par heure. Toutefois en situation d'exploitation ordinaire, la régulation automatique autorise le passage de 40 rames par heure.
Cette automatisation de lignes de tramways en tunnel (pré-métro) a fait l'objet en 2011 d'un rapport circonstancié des coûts et avantages pour la Federal Transit Administration (FTA).
La société Thales (intégrant Alcatel Canada) obtint en octobre 2014 le contrat d'automatisation de l'extension Central Subway de la ligne T.

## Exploitation et fréquentation
Les rames sont équipées de marches mobiles. En position haute, ces marches forment un plancher assurant un accès aux quais hauts. En position basse, elles permettent aux passagers d'embarquer directement depuis le niveau de la rue. Le changement de position se fait durant le trajet entre une station à quai haut et un arrêt au niveau de la rue. Lors de cette opération, les lumières éclairant ces marches se mettent à clignoter et un signal sonore est émis afin de signaler aux passagers de se tenir à l'écart du dispositif en mouvement.
Avec presque 50 millions de passagers en 2018, le Muni Metro est le troisième système de tramway / métro léger le plus fréquenté des États-Unis après Los Angeles et Boston.

### Les incidents
Le 19 juillet 2009 vers 15h se produit une collision entre deux rames dans la station West Portal, 48 personnes furent blessées dont 4 grièvement. Le service repris le jour même à 20h. 

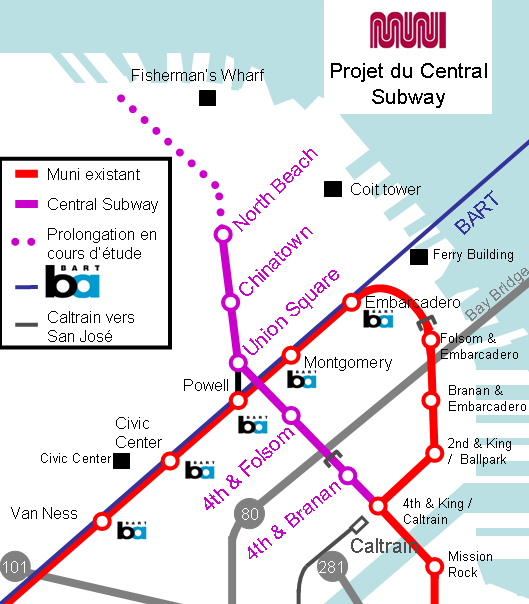
Plan du Central Subway (ouverture prévue en 2021)

## Les projets futurs
Plusieurs projets d'expansion sont en cours de construction ou à l'étude. Le financement fédéral a été obtenu, et la construction a commencé en février 2010, pour une extension combinée en surface et en tunnel (3,3 km sous 4th Street en remontant vers Powell ) de la troisième ligne T, allant de Caltrain Depot à Chinatown à l'entrée du Financial District de San Francisco, avec des arrêts au Moscone Center et Union Square (projet Central Metro), avec une future expansion possible vers North Beach et Fisherman's Wharf. Pour passer sous Market Street de manière perpendiculaire, les ingénieurs devront descendre à trente mètres de profondeur avant d'épouser la remontée sous les collines de Chinatown vers Telegraph Hill. Une nouvelle station en surface est également prévue avant le tunnel au croisement de 4th & Brannan. Le projet de 1,6 milliard de dollars devrait être terminé et opérationnel, avec cinq ans de retard, en 2022.
Les autres projets sont encore au stade des études.